# سارة سمارت
سارة سمارت (بالإنجليزية: Sarah Smart)‏ هي ممثلة بريطانية، ولدت في 3 مارس 1977 في برمنغهام في المملكة المتحدة.

## وصلات خارجية
- سارة سمارت على موقع IMDb (الإنجليزية)
- سارة سمارت على موقع ألو سيني (الفرنسية)
- سارة سمارت على موقع أول موفي (الإنجليزية)
- سارة سمارت على موقع قاعدة بيانات الأفلام السويدية (السويدية)
- سارة سمارت على موقع قاعدة بيانات الفيلم (الإنجليزية)
- سارة سمارت على موقع كينوبويسك (الروسية)